# Omphaloscelis humilis
Omphaloscelis humilis là một loài bướm đêm trong họ Noctuidae.